# 玉川 (世田谷区)
玉川（たまがわ）は、東京都世田谷区玉川地域の町名。現行行政地名は玉川一丁目から玉川四丁目。住居表示実施済み。玉川地域に属する。

## 地理

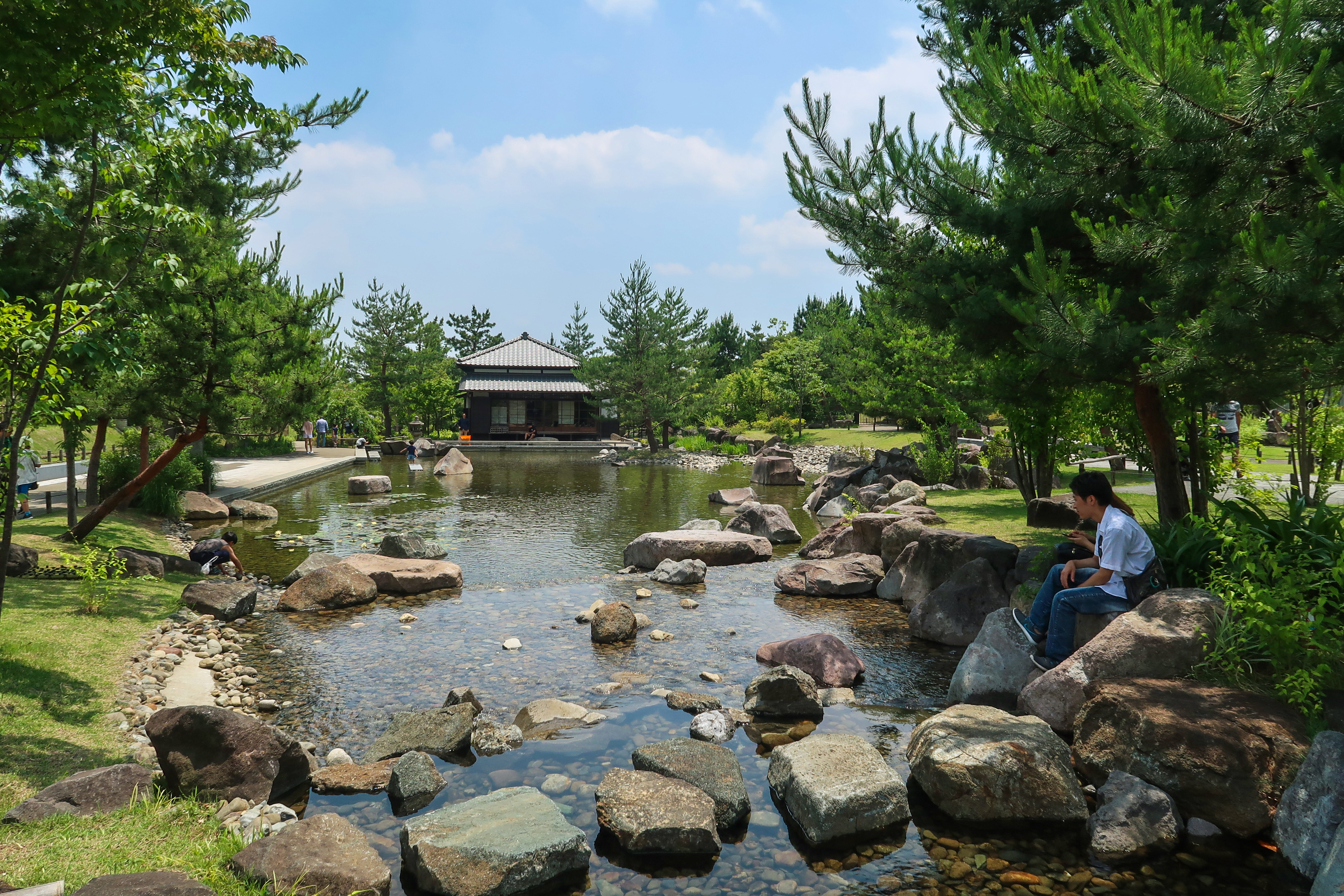
帰真園

東京都世田谷区の南西部に位置し、周囲を鎌田・岡本・瀬田・上野毛の各町に隣接する。また、多摩川を境に神奈川県川崎市二子・瀬田・諏訪と接する。玉川高島屋ショッピングセンター、二子玉川ライズ、東急田園都市線・東急大井町線二子玉川駅、兵庫島公園があり、二子玉川エリアの中心地にもなっている。
東京都都市整備局が2022年に発表した地震に対する総合危険度の町丁別評価では、玉川一丁目から四丁目までいずれも、5段階評価のうち相対的に最も安全とされる「レベル1」となった。

## 歴史
- 1878年（明治11年）
  - 東京府荏原郡玉川村。
- 1889年（明治22年）
  - 近隣各村と合併し、東京府荏原郡玉川村になる。
- 1932年（昭和7年）
  - 東京市に編入、東京市世田谷区になる。
  - 六郷用水（現在の丸子川）を境に北側が玉川瀬田町、南側が玉川町になる。なお、玉川町には旧玉川村大字諏訪河原字向河原（1912年（明治45年）に神奈川県橘樹郡高津村より編入）が含まれた。
- 1943年（昭和18年）
  - 東京都制施行、東京都世田谷区玉川町になる。
- 1955年（昭和30年）
  - 玉川町が鎌田町、岡本町各町域と境界変更を行い、大蔵町飛地を編入し、東部（旧高津村大字諏訪河原の一部）を残した上で住居表示を実施（その残った地域は数年後の住居表示実施時に上野毛となる）。玉川一丁目〜四丁目が設置される。

### 住居表示実施前後の町名の変遷
| 実施後     | 実施年月日    | 実施前（各町名ともその一部）                       |
| ---------- | ------------- | -------------------------------------------------- |
| 玉川一丁目 | 1968年7月15日 | 玉川町の一部                                       |
| 玉川二丁目 | 1968年7月15日 | 玉川町の一部                                       |
| 玉川三丁目 | 1968年7月15日 | 玉川町、鎌田町の各一部                             |
| 玉川四丁目 | 1968年7月15日 | 玉川町、玉川瀬田町、大蔵町、鎌田町、岡本町の各一部 |

## 治水
2019年現在、玉川には多摩川下流域で唯一、堤防が作られていない区間が約540m存在する。そのため2019年令和元年東日本台風（台風19号）の豪雨では、10月12日午後10時10分頃には堤防未整備区間から濁流が溢れ出し、二子玉川駅周辺の広い範囲が浸水する被害が生じた。
2019年10月12日、多摩川が氾濫を起こし玉川地区の住宅地が冠水した。この地では堤防建設を巡って住民同士で論争になり、事業仕分けの論議の対象にもなっていた。この時に被害が出たのは二子橋を挟んで上流側であり、堤防建設差し止めを求め、反対団体が仮処分申請を出したのは下流側だった。この仮処分申請は却下され、2010年に下流側堤防は概ね完成している。

## 地価
住宅地の地価は、2025年（令和7年）1月1日の公示地価によれば、玉川1-17-20地点で93万4000円/m2となっている。

## 世帯数と人口
2025年（令和7年）1月1日現在（世田谷区発表）の世帯数と人口は以下の通りである。
| 丁目       | 世帯数    | 人口     |
| ---------- | --------- | -------- |
| 玉川一丁目 | 1,596世帯 | 3,290人  |
| 玉川二丁目 | 1,201世帯 | 2,215人  |
| 玉川三丁目 | 1,863世帯 | 3,401人  |
| 玉川四丁目 | 1,898世帯 | 3,542人  |
| 計         | 6,558世帯 | 12,448人 |

### 人口の変遷
国勢調査による人口の推移。
| 年                 | 人口   |
| ------------------ | ------ |
| 1995年（平成7年）  | 9,125  |
| 2000年（平成12年） | 9,487  |
| 2005年（平成17年） | 9,676  |
| 2010年（平成22年） | 11,522 |
| 2015年（平成27年） | 12,645 |
| 2020年（令和2年）  | 12,689 |

### 世帯数の変遷
国勢調査による世帯数の推移。
| 年                 | 世帯数 |
| ------------------ | ------ |
| 1995年（平成7年）  | 4,386  |
| 2000年（平成12年） | 4,773  |
| 2005年（平成17年） | 4,979  |
| 2010年（平成22年） | 5,866  |
| 2015年（平成27年） | 6,392  |
| 2020年（令和2年）  | 6,428  |

## 学区
区立小・中学校に通う場合、学区は以下の通りとなる（2024年8月現在）。
| 丁目       | 番地 | 小学校                   | 中学校               |
| ---------- | ---- | ------------------------ | -------------------- |
| 玉川一丁目 | 全域 | 世田谷区立二子玉川小学校 | 世田谷区立瀬田中学校 |
| 玉川二丁目 | 全域 | 世田谷区立二子玉川小学校 | 世田谷区立瀬田中学校 |
| 玉川三丁目 | 全域 | 世田谷区立二子玉川小学校 | 世田谷区立瀬田中学校 |
| 玉川四丁目 | 全域 | 世田谷区立二子玉川小学校 | 世田谷区立瀬田中学校 |

## 交通

### 鉄道
| 街区内に存在する駅                                              |
| --------------------------------------------------------------- |
| 東急電鉄田園都市線 東急電鉄大井町線 - 二子玉川駅(DT 07) (OM 15) |

- エイトライナー ｰｰｰ 同地区を対象とした路線構想

### 道路
- 国道246号（玉川通り）
- 東京都道11号大田調布線（多摩堤通り）

## 事業所
2021年（令和3年）現在の経済センサス調査による事業所数と従業員数は以下の通りである。
| 丁目       | 事業所数    | 従業員数 |
| ---------- | ----------- | -------- |
| 玉川一丁目 | 108事業所   | 12,175人 |
| 玉川二丁目 | 390事業所   | 5,739人  |
| 玉川三丁目 | 675事業所   | 6,426人  |
| 玉川四丁目 | 101事業所   | 722人    |
| 計         | 1,274事業所 | 25,062人 |

### 事業者数の変遷
経済センサスによる事業所数の推移。
| 年                 | 事業者数 |
| ------------------ | -------- |
| 2016年（平成28年） | 1,249    |
| 2021年（令和3年）  | 1,274    |

### 従業員数の変遷
経済センサスによる従業員数の推移。
| 年                 | 従業員数 |
| ------------------ | -------- |
| 2016年（平成28年） | 24,631   |
| 2021年（令和3年）  | 25,062   |

### 主な企業
- 石勝エクステリア
- 楽天グループ
  - Rakuten Direct
  - 楽天オークション
  - 楽天モバイル
  - 楽天証券
  - ブックサービス

## 施設
- 玉川総合支所二子玉川出張所
- 東京国税局玉川税務署
- 玉川髙島屋ショッピングセンター
- 二子玉川ライズ
  - 二子玉川エクセルホテル東急
  - 楽天グループ
- 東京都市大学二子幼稚園

## 公園
- 兵庫島公園
- 二子玉川公園
- 多摩川二子橋公園

## 作品
アニメ
- スパイラル －推理の絆－（アニメ版）作中の舞台となる学校の住所に「世田谷区玉川]と記載されているシーンがある。二子玉川駅や二子橋も登場する。

## その他

### 日本郵便
- 郵便番号 : 158-0094[2]（集配局 : 玉川郵便局[17]）。